# 西調布駅
西調布駅（にしちょうふえき）は、東京都調布市上石原一丁目にある、京王電鉄京王線の駅である。京王中央管区所属。駅番号はKO19。

## 歴史
- 1916年（大正5年）9月1日：京王電気軌道（現・京王電鉄）の上石原駅（かみいしはらえき）として開設。
- 1944年（昭和19年）5月31日：東急電鉄（大東急）が京王電気軌道を吸収合併、同社京王線の駅となる。
- 1948年（昭和23年）6月1日：東急から京王帝都電鉄が分離、同社の駅となる。
- 1959年（昭和34年）6月1日：西調布駅（にしちょうふえき）へ改称。
- 2011年（平成23年）1月16日：橋上駅舎仮使用開始。同時にエレベーター新設。
- 2013年（平成25年）2月22日：快速停車駅となる[1]。
- 2017年（平成29年）4月17日：北口ロータリー使用開始。同時に京王バス乗入開始。
- 2021年（令和3年）3月26日：接近メロディをNHK大河ドラマ『新選組!』のメインテーマ（服部隆之作曲）に変更[2]。

## 駅構造
相対式ホーム2面2線を有する地上駅。橋上駅舎を備える。現駅舎は2011年（平成23年）1月16日に使用開始した。改札内コンコースと各ホームを連絡するエレベーター・エスカレーターと、北口・南口地上部と改札外コンコースを連絡するエレベーター、南口地上部と改札外コンコースを連絡するエスカレーターが設置されている。
旧駅舎は駅東端の上りホーム側地上部にあった。
トイレは旧駅舎時代、上りホームに設置されていたが、橋上駅舎供用開始時に改札脇に移設され、ユニバーサルデザインの一環としての「だれでもトイレ」も設置された。
以前は構内に売店 (A LoT) があったが、2007年（平成19年）6月18日の閉店後、自動販売機が設置された。
橋上駅舎化された現在でも、旅客上屋改修などの改良工事を行っている。

### のりば
| 番線 | 路線   | 方向 | 行先                                      |
| ---- | ------ | ---- | ----------------------------------------- |
| 1    | 京王線 | 下り | 京王八王子・高尾山口・多摩動物公園方面    |
| 2    | 京王線 | 上り | 調布・明大前・笹塚・新宿・ 都営新宿線方面 |

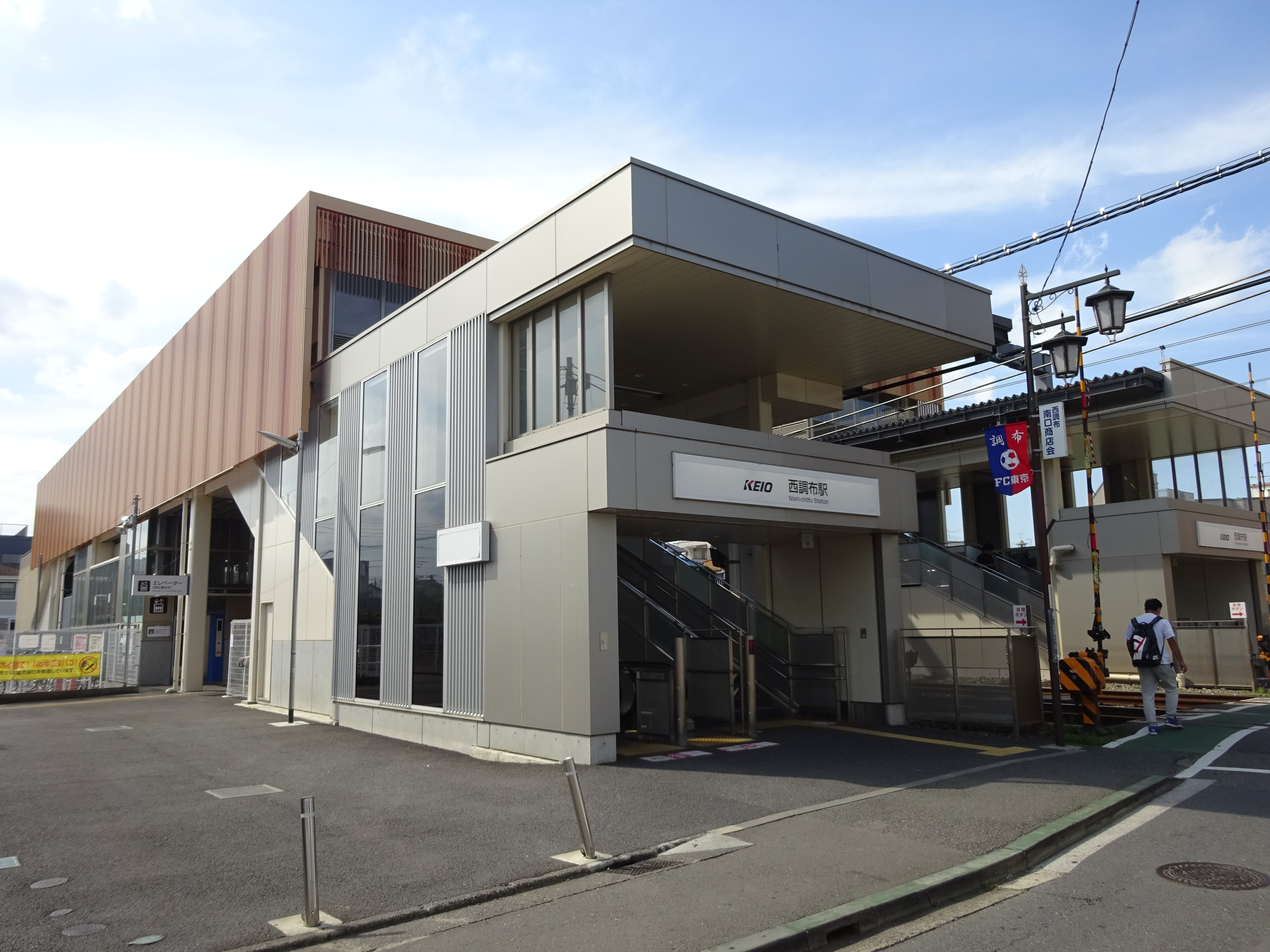
南口（2017年6月）
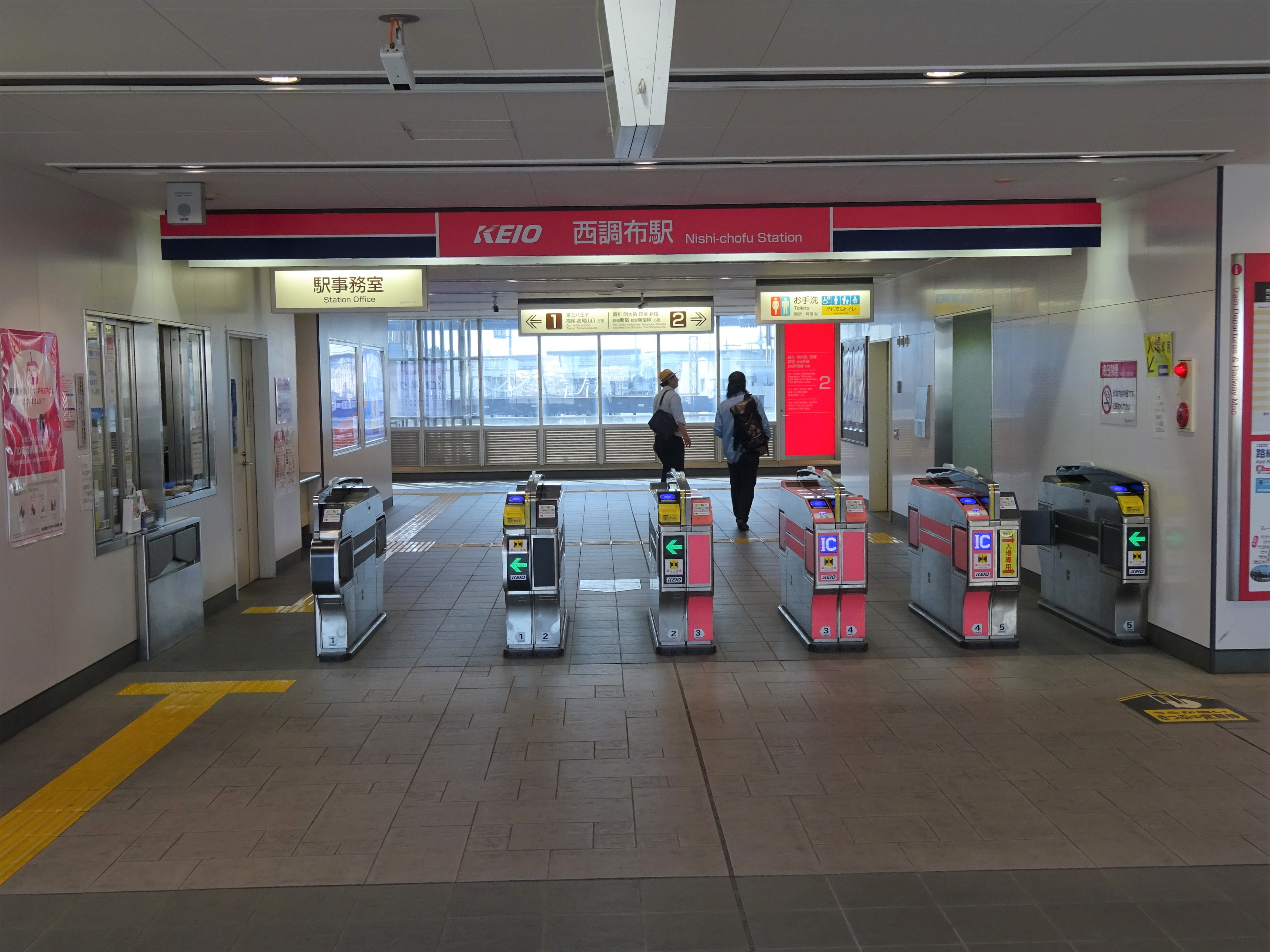
改札口（2017年6月）
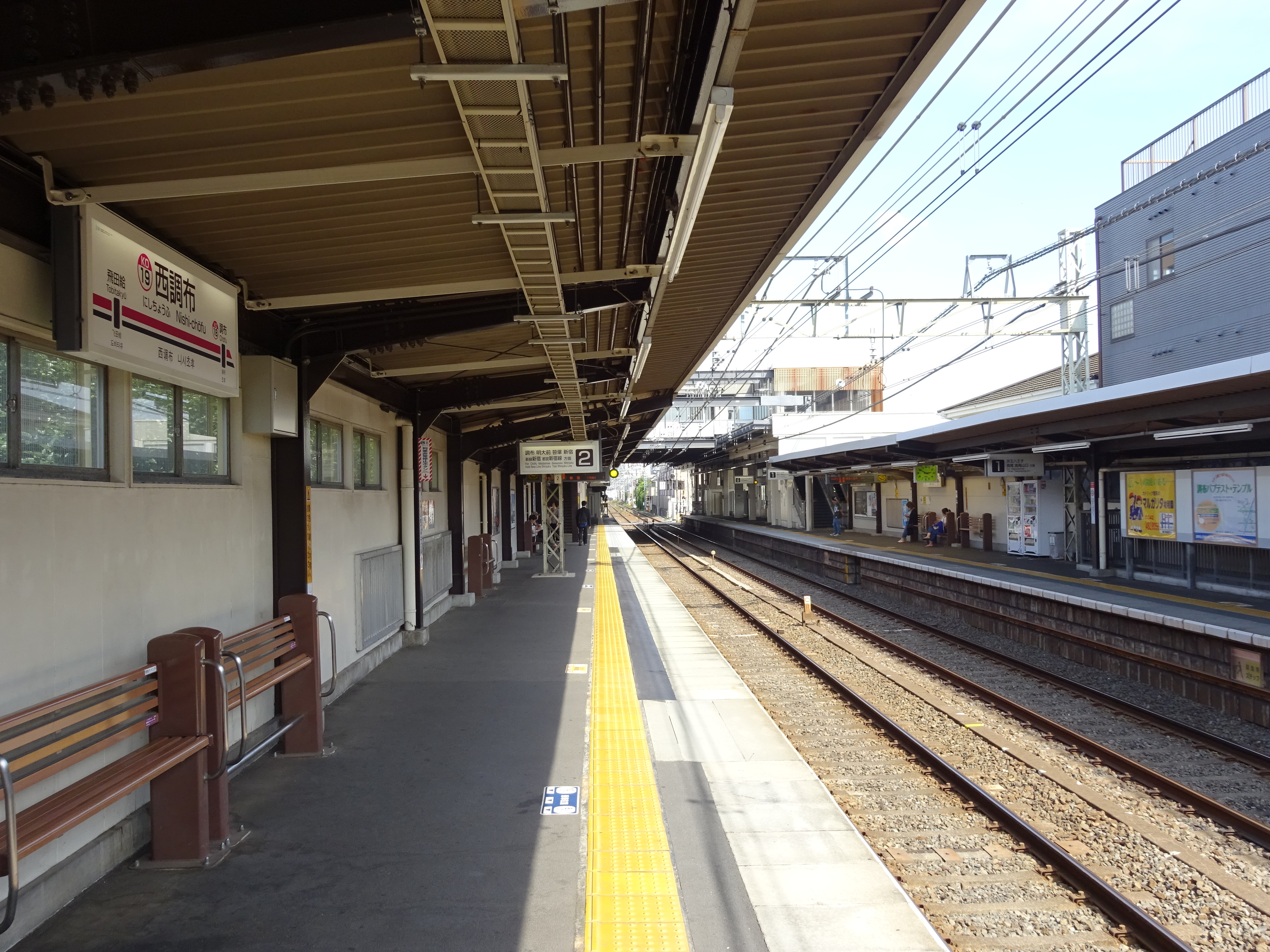
ホーム（2017年6月）
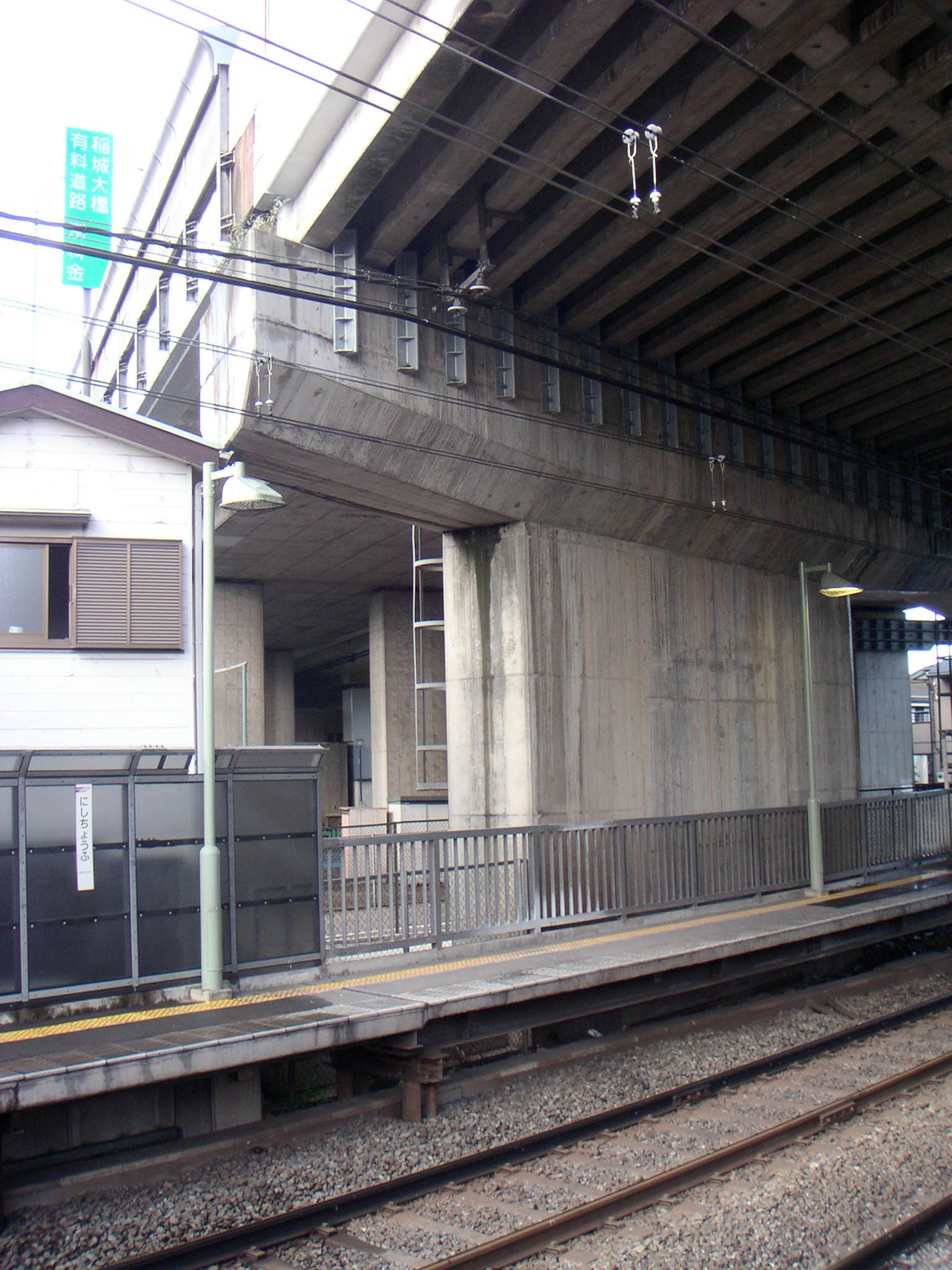
飛田給駅寄りのホーム端は中央自動車道と交差している（2005年11月）
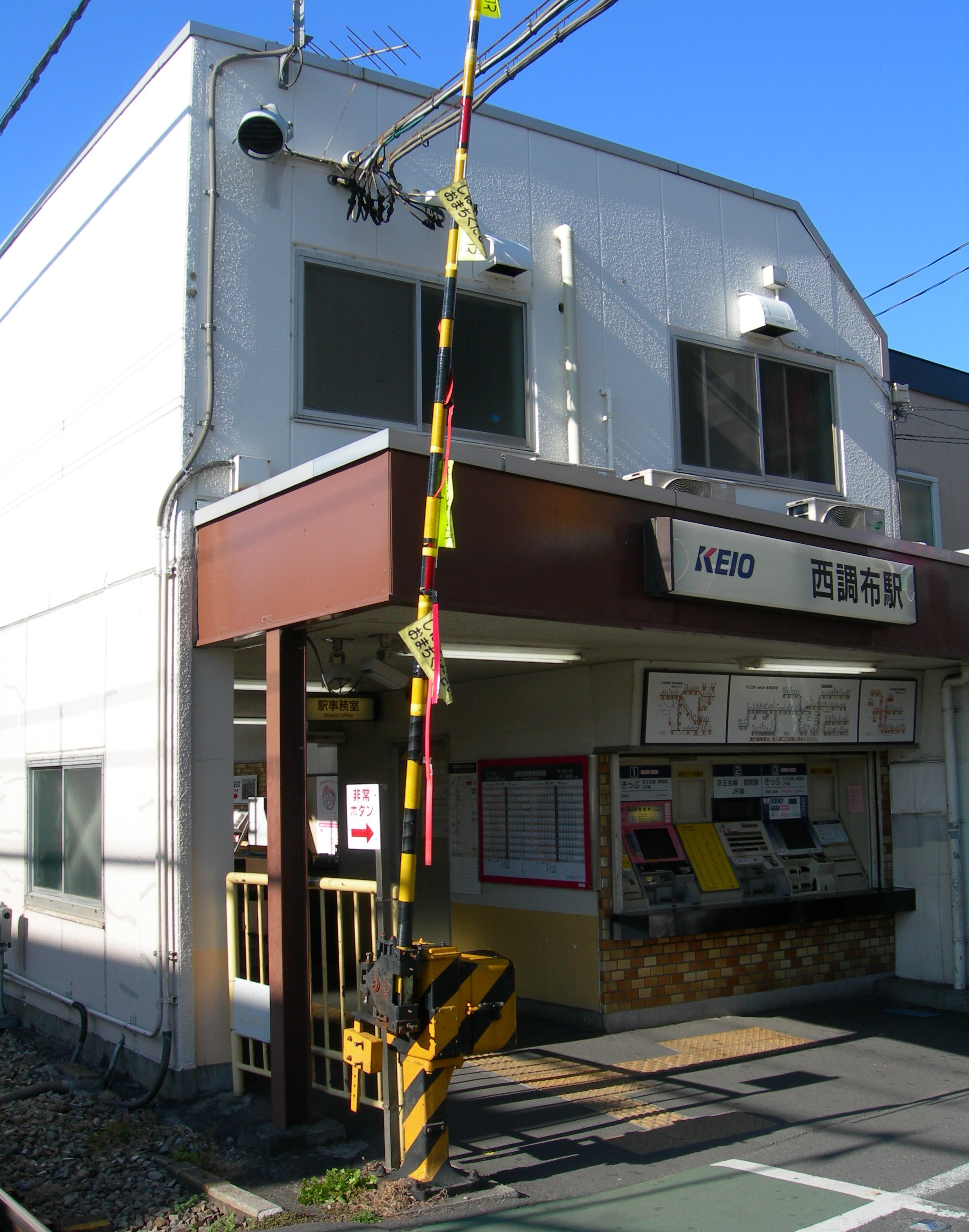
旧駅舎（2007年11月19日）
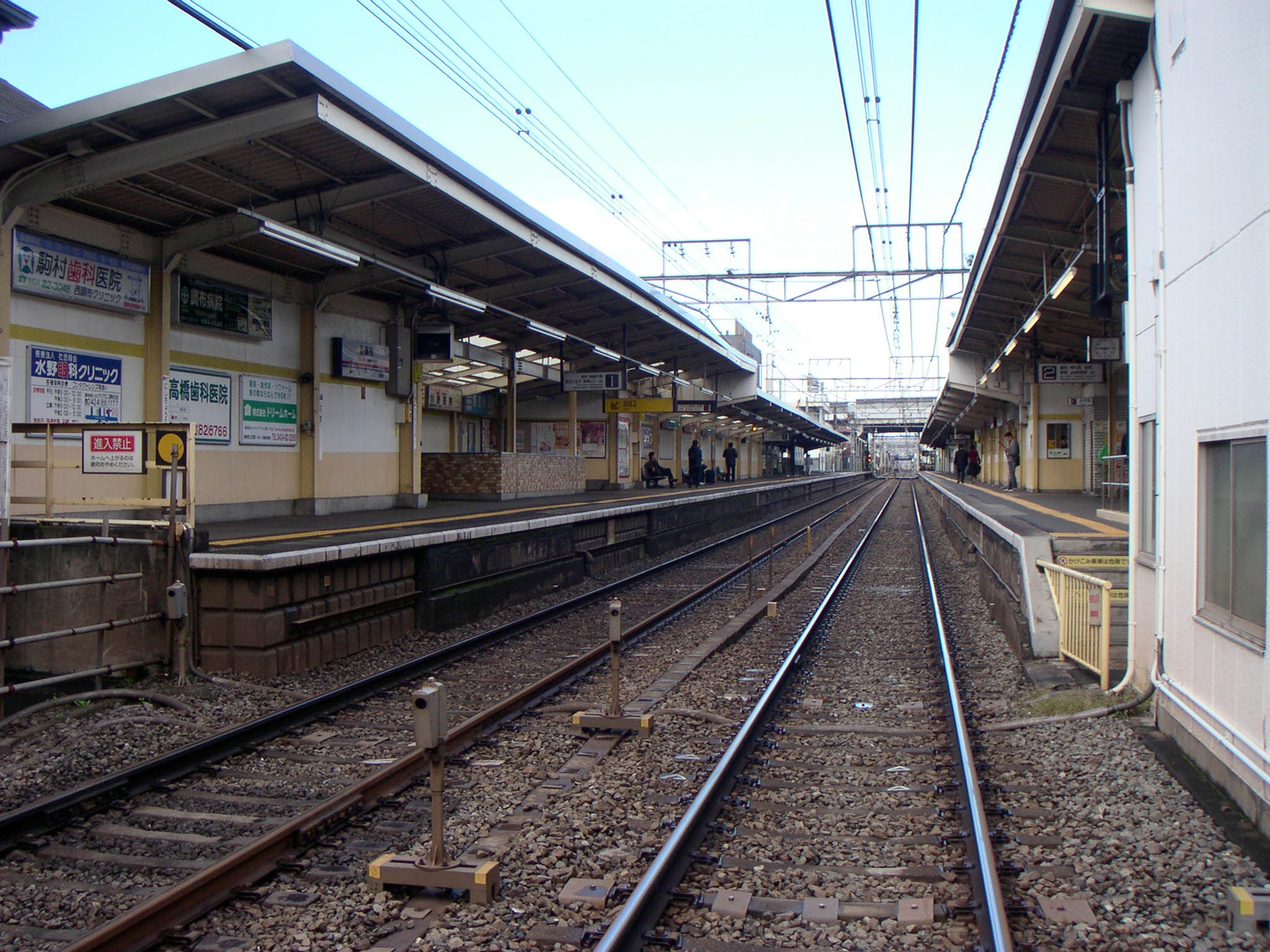
線路とホーム、新宿方面より府中方面を望む（駅舎改築前、2005年11月）

## 利用状況
2024年度（令和6年度）の1日平均乗降人員は16,652人である。
近年の1日平均乗降・乗車人員の推移は以下の通り。
| 年度               | 1日平均 乗降人員 | 1日平均 乗車人員 | 出典     |
| ------------------ | ---------------- | ---------------- | -------- |
| 1955年（昭和30年） | 4,239            |                  |          |
| 1960年（昭和35年） | 7,488            |                  |          |
| 1965年（昭和40年） | 13,982           |                  |          |
| 1970年（昭和45年） | 17,961           |                  |          |
| 1975年（昭和50年） | 16,690           |                  |          |
| 1980年（昭和55年） | 16,704           |                  |          |
| 1985年（昭和60年） | 17,086           |                  |          |
| 1990年（平成02年） | 18,876           | 9,274            | [ * 1 ]  |
| 1991年（平成03年） | 19,268           | 9,432            | [ * 2 ]  |
| 1992年（平成04年） |                  | 9,175            | [ * 3 ]  |
| 1993年（平成05年） |                  | 8,844            | [ * 4 ]  |
| 1994年（平成06年） |                  | 8,679            | [ * 5 ]  |
| 1995年（平成07年） | 17,455           | 8,495            | [ * 6 ]  |
| 1996年（平成08年） |                  | 8,616            | [ * 7 ]  |
| 1997年（平成09年） |                  | 8,397            | [ * 8 ]  |
| 1998年（平成10年） |                  | 8,173            | [ * 9 ]  |
| 1999年（平成11年） |                  | 7,795            | [ * 10 ] |
| 2000年（平成12年） | 16,205           | 7,882            | [ * 11 ] |
| 2001年（平成13年） |                  | 7,704            | [ * 12 ] |
| 2002年（平成14年） |                  | 7,534            | [ * 13 ] |
| 2003年（平成15年） | 15,684           | 7,604            | [ * 14 ] |
| 2004年（平成16年） | 15,782           | 7,663            | [ * 15 ] |
| 2005年（平成17年） | 15,635           | 7,718            | [ * 16 ] |
| 2006年（平成18年） | 15,293           | 7,732            | [ * 17 ] |
| 2007年（平成19年） | 15,394           | 7,732            | [ * 18 ] |
| 2008年（平成20年） | 15,336           | 7,707            | [ * 19 ] |
| 2009年（平成21年） | 15,261           | 7,666            | [ * 20 ] |
| 2010年（平成22年） | 15,380           | 7,723            | [ * 21 ] |
| 2011年（平成23年） | 15,789           | 7,913            | [ * 22 ] |
| 2012年（平成24年） | 15,924           | 7,978            | [ * 23 ] |
| 2013年（平成25年） | 16,216           | 8,121            | [ * 24 ] |
| 2014年（平成26年） | 16,310           | 8,164            | [ * 25 ] |
| 2015年（平成27年） | 16,764           | 8,377            | [ * 26 ] |
| 2016年（平成28年） | 17,009           | 8,501            | [ * 27 ] |
| 2017年（平成29年） | 17,496           | 8,753            | [ * 28 ] |
| 2018年（平成30年） | 17,698           | 8,849            | [ * 29 ] |
| 2019年（令和元年） | 17,610           | 8,814            | [ * 30 ] |
| 2020年（令和02年） | 13,029           | 6,512            | [ * 31 ] |
| 2021年（令和03年） | 14,071           | 7,104            | [ * 32 ] |
| 2022年（令和04年） | 15,112           |                  |          |
| 2023年（令和05年） | 16,168           |                  |          |
| 2024年（令和06年） | 16,652           |                  |          |

## 駅周辺
橋上部にある改札を出て、北口は京王線と平行する旧甲州街道の上石原宿（布田五宿の1つ）から発展して来た地域となる。駅と街道の間には、西調布駅前通り商店会、および西調布一番街などによる商店街がある。南口にはJAマインズ西調布支店などがある西調布南口商店街がある。
また、プラットホームの西端は中央自動車道と交差しており、調布インターチェンジも至近である。
当駅は、京王線連続立体交差事業の対象外であることから地域格差が懸念され、地域住民や事業者などによる再開発推進（町づくり研究会）運動が起こり、2010年に調布市による「西調布駅周辺地区地区計画」が決定され、道路・駅前広場の整備が進み2017年3月に北口ロータリーの運用が始まった。今後南口についても道路・駅前広場が整備される予定である。
駅地名の上石原は、新選組局長・近藤勇ゆかりの地として知られている。近藤は1834年（天保5年）10月9日、武蔵国多摩郡上石原村辻（現調布市野水）で生まれたとされ、市内やその周辺の地域には史跡の生家跡や撥雲館、龍源寺など、近藤勇に関連する多数の史跡が保存されている。このことから、西調布駅周辺を「新選組局長　近藤勇生誕の地　上石原」と銘打ち、駅前の案内板の設置や、散策コースの紹介など、地域活性化へつなげる取組を行っている。また、毎年10月には上石原の西光寺で、「近藤勇生誕地まつり」が開催されている。
2024年に調布市により「新選組局長 近藤勇 生誕190周年」デザインマンホール蓋が製作され、西調布駅北口から甲州街道にかけて、計15基が設置されている（令和6年度：10基、令和7年度：5基）。　また同マンホールカードを2025年4月25日より調布市民西調布体育館にて無料配布されている（初回配布分として一万枚）。

### バス路線
北口ロータリーに2017年（平成29年）4月17日より京王バスが運行する路線バスが日中時間帯に限り乗入を開始している。
- 西調布駅
  - 調33 調布駅北口行（京王バス）
  - 調33 多磨駅行（京王バス）

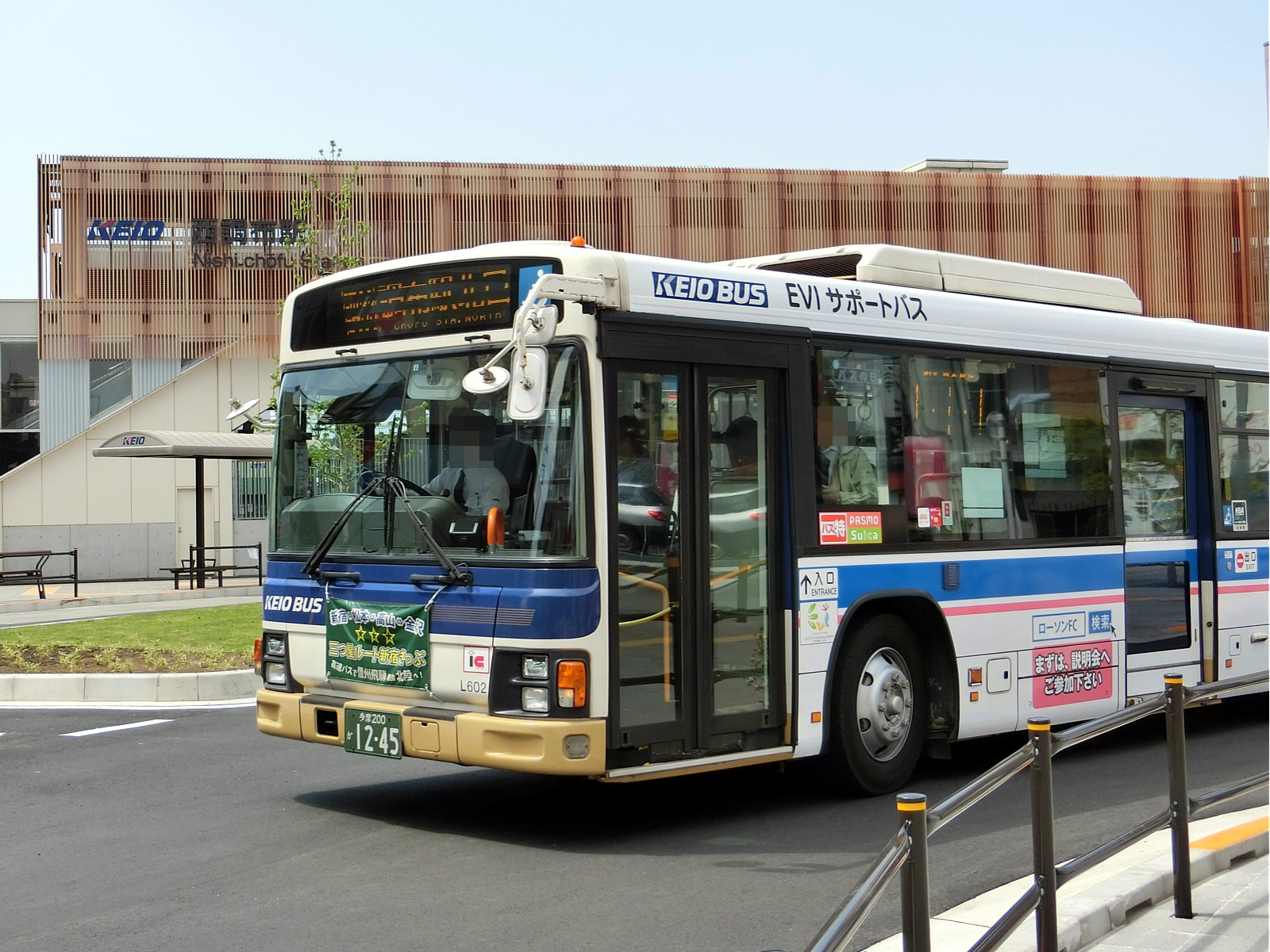
新たに乗り入れるようになった京王バス[調33]系統

また、北口側には『上石原』バス停や『西光寺前』バス停、南口側には『上石原二丁目（西調布駅入口）』バス停があり、以下の路線バスが利用可能である。
- 上石原
  - 調33・武91・武93 調布駅北口行き（京王バス）
  - 武91 武蔵小金井駅行・多磨霊園裏門行（京王バス）
  - 境91 狛江駅北口行・狛江営業所行・調布駅北口行（小田急バス）
  - 境91 武蔵境駅南口行（小田急バス）
- 西光寺前
  - 調33 調布駅北口行（京王バス）
  - 調33 多磨駅行（京王バス）

西調布駅のロータリーに乗り入れない時間帯は当バス停が本系統における西調布駅最寄りとなる。
- 上石原二丁目（西調布駅入口）
  - 調51 調布駅南口行（京王バス）
  - 調51 車返団地折返場行（京王バス）

### 施設・名跡等
北口方面
- 近藤勇生家跡[9]、龍源寺　※近藤勇の胸像と墓がある。
- 源正寺 - 下石原1丁目 ※ 太田道灌の弟、太田資忠が開山。
- 覚證寺：富士見町1丁目 ※ 水木しげるの墓がある。
- 国立天文台三鷹キャンパス：三鷹市大沢
- 西光寺：上石原1丁目 ※ 観音三十三身像：指定有形文化財。※近藤勇の座像がある。
- さわやか信用金庫 調布支店 ：石原1丁目
- 調布IC：富士見町1丁目
- 調布上石原郵便局：上石原1丁目
- 調布航空宇宙センター飛行場分室：三鷹市大沢6
- 調布市立石原小学校：富士見町1丁目
- 調布市立調布中学校：富士見町4丁目
- 調布市青少年ステーションCAPS：上石原1丁目
- 調布飛行場：西町他
- 武蔵野の森公園：西町他
- 東京都水道局 上石原浄水所：上石原1丁目
- 東京都水道局 調布西町給水所：西町
- 明治大学付属明治中学校・高等学校：富士見町4丁目
- 東京都道119号北浦上石原線（旧甲州街道）
- 東京都道123号境調布線（天文台通り）
- 東京都道229号府中調布線（旧・甲州街道）
- 鬼太郎公園：富士見町2丁目。2010年（平成22年）4月に石原小前公園から改称。
- 鬼太郎ひろば：下石原1丁目。2019年（令和元年）5月に開園。鶴川街道沿いの京王線敷地跡に所在。
- ジャムコ：三鷹市大沢6。航空機用内装品製造。
- 日本シネ・サービス：富士見町4丁目。映像撮影用照明会社。
- プラネアール 調布スタジオ：三鷹市大沢6。撮影用マルチスタジオ、警察署の外観、オフィスやホテル内装を備えている。

南口方面
- JAマインズ 西調布支店：上石原2丁目
- 調布市立第三小学校：上石原2丁目
- 真木邸（真木家住宅）（国登録有形文化財（建造物））：上石原2丁目
- 調布市立第五中学校 - 上石原3丁目
- 調布上石原三郵便局 - 上石原3丁目
- 調布市立飛田給小学校 - 飛田給3丁目
- 東宝調布スポーツパーク：多摩川2丁目。ゴルフショートコース、テニスクラブ。
- 上石原ノ若宮八幡神社：下石原3丁目
- 凸凹山児童公園：上石原3丁目
- ホッピービバレッジ工場：多摩川1丁目
- 鹿島建設技術研究所 西調布実験場：多摩川1丁目
- グリフィス：多摩川1丁目。映像撮影用特機専門会社。
- 西調布格闘技アリーナ - 上石原2丁目 ※2015年閉館
- DOGWOODクライミングジム：多摩川1丁目 2023年（令和5年）1月25日閉店
- 調布病院：下石原3丁目
- 青木病院：上石原3丁目
- 調布市西部公民館：上石原3丁目
- 調布市西部地域福祉センター：上石原2丁目
- 調布市民西調布体育館：上石原2丁目
- 品川通り
- 府中用水
- 多摩川

## 駅名の由来
駅開設当時の駅名である「上石原」とは、駅所在地の地名から名付けられた。現在の「西調布」は、駅周辺地域の発展に伴って改称された。

## 隣の駅
京王電鉄
 京王線
■特急・■急行・■区間急行
通過
■快速（平日下りのみ）・■各駅停車
調布駅 (KO18) - 西調布駅 (KO19) - 飛田給駅 (KO20)